# Giro di Lombardia 1907
Il Giro di Lombardia 1907, terza edizione della corsa, fu disputata il 3 novembre 1907, su un percorso totale di 210 km. Fu vinta dal francese Gustave Garrigou, giunto al traguardo con il tempo di 7h53'41", alla media di 26,600 km/h, precedendo Ernesto Azzini e Luigi Ganna. 
Presero il via da Milano 100 ciclisti e 37 di essi portarono a termine la gara. Il vincitore fu inizialmente Giovanni Gerbi, giunto al traguardo in solitaria dopo aver attaccato a una trentina di chilometri dal via, ma la giuria della Gazzetta dello Sport lo retrocesse al 37º e ultimo posto per irregolarità. Durante la corsa i tifosi di Gerbi, presumibilmente d'accordo con lo stesso ciclista, avevano infatti ostacolato ripetutamente e in più punti i rivali, prima chiudendo un passaggio a livello, poi improvvisandosi operai intenti a sistemare il fondo stradale, infine gettando chiodi sul manto stradale. Nelle fasi finali di gara lo stesso Gerbi si era inoltre fatto aiutare da allenatori in motocicletta, sfruttandone la scia. Nelle settimane seguenti alla corsa Gerbi fu squalificato dall'Unione Velocipedistica Italiana per due anni, durata poi ridotta a sei mesi.

## Ordine d'arrivo (Top 10)
| Pos. | Corridore           | Squadra        | Tempo    |
| ---- | ------------------- | -------------- | -------- |
| 1    | Gustave Garrigou    | Peugeot-Wolber | 7h53'41" |
| 2    | Ernesto Azzini      | Atena          | a 12'23" |
| 3    | Luigi Ganna         | Turkheimer     | a 18'49" |
| 4    | Felice Galazzi      | -              | a 24'30" |
| 5    | Andrea Massironi    | -              | a 29'25" |
| 6    | Henri Rheinwald     | -              | a 42'16" |
| 7    | Ernesto Ferrari     | -              | s.t.     |
| 8    | Ferrucio Mirancelli | -              | a 42'17" |
| 9    | Mario Gaioni        | -              | a 55'19" |
| 10   | Attilio Alberti     | -              | a 55'39" |